# Felícia Leirner
Felícia Leirner (Warschau, 1904 – São Paulo, 1996) was een Braziliaanse beeldhouwster.

## Leven en werk
Felicia Aichembaum werd geboren in de Poolse hoofdstad Warschau. Zij emigreerde vanwege het anti-Joodse klimaat in Polen in 1927 met haar echtgenoot Isai Leirner, de latere directeur van het Museu de Arte Moderna do São Paulo (MAM/SP), naar Brazilië. Zij gingen wonen in São Paulo en namen de Braziliaanse nationaliteit aan. Vanaf 1948 studeerde zij bij Yolanda Mohalyi en de gerenommeerde Braziliaanse beeldhouwer Victor Brecheret. Haar eerste werken waren figuratief. In 1953 en 1955 nam zij deel aan de Biënnale van São Paulo. In 1955 won zij de Premio de Aquisicão van het Museu de Arte Moderna in Rio de Janeiro. Vanaf 1958 werden haar werken abstracter en zij kreeg ook erkenning buiten Brazilië. Zij stelde haar werk onder andere tentoon in Parijs, Londen en Amsterdam.
In 1962 overleed Isai Leirner en Felícia Leirner trok zich terug uit São Paulo en ging wonen en werken in Campos do Jordão. In 1963 won zij tijdens de Biënnale van São Paulo de prijs van de Melhor Escultor Brasileiro en zij kreeg bij de biënnale van 1965 haar eigen zaal.
Leirner schonk in 1978 haar collectie werken aan de staat São Paulo. 108 werken zijn sinds de opening in 1979 te zien in Museu Felícia Leirner, Auditório Cláudio Santoro en in het beeldenpark op de Alto da Bon Vista in Campo do Jordão.

## Werken (selectie)
- Figure (1950), Collectie Banco Itaú in São Paulo
- Composition (1962)[2], collectie Tate Modern in Londen
- Cruzes I (1963), Museu Felícia Leirner
- Estruturação II (1964/65), Museu Felícia Leirner
- São Francisco (1966)
- Escultura (1973), Beeldenpark van het Museu de Arte Moderna in São Paulo
- Colunnas (1975/76), Acervo do Palácio dos Bandeirantes in São Paulo
- Os Pássaros (1978/79), Praça de Sé in São Paulo
- Lua na Janela (1982), Museu Felícia Leirner

## Fotogalerij

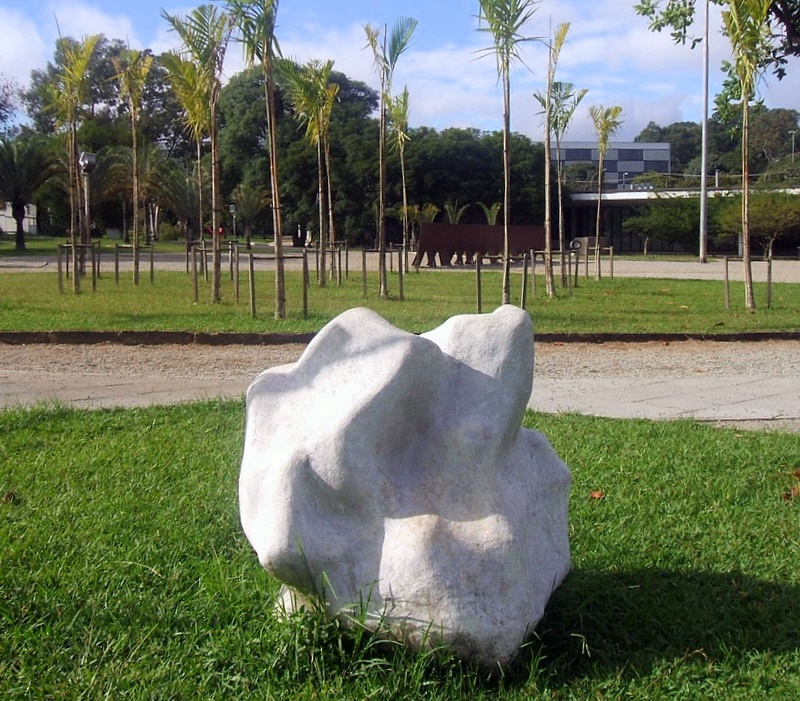
Escultura (1973), MAM/SP